# Ким Минджон (стрелок)
Ким Минджон (кор. 김민정, р.26 марта 1997) — южнокорейская спортсменка-стрелок, призёр чемпионатов мира и Азиатских игр.

## Биография
Родилась в 1997 году в Сеуле. Уже в 2014 году стала бронзовым призёром юношеских Олимпийских игр в Нанкине. В 2018 году завоевала серебряную медаль Азиатских игр и две серебряные медали чемпионата мира.